# Малко-Трыново
Малко-Трыново (болг. Малко Тръново) — село в Болгарии. Находится в Старозагорской области, входит в общину Чирпан. Население составляет 245 человек.

## Политическая ситуация
Малко-Трыново подчиняется непосредственно общине и не имеет своего кмета.
Кмет (мэр) общины Чирпан — Васил Георгиев Донев (коалиция партий: Политическое движение социал-демократов (ПДСД), Объединённый блок труда (ОБТ)) по результатам выборов в правление общины.